# Erasmus-Programm
Das Erasmus-Programm war ein Förderprogramm der Europäischen Union. Sein Name erinnert an Erasmus von Rotterdam, einen europäisch gebildeten Humanisten der Renaissance.
Es wurde zum weltweit größten Förderprogramm von Auslandsaufenthalten an Universitäten, über Europa hinaus erweitert seit dem Jahr 2003 durch das Zusatzprogramm Erasmus Mundus, und finanzierte bis dahin in seinen ersten rund 15 Jahren etwa 1 Million Stipendien. Seit dem Jahr 2014 ist Erasmus mit anderen EU-Programmen zu dem integrierten Programm Erasmus+ für allgemeine und berufliche Bildung, Jugend und Sport verschmolzen.

## Geschichte und Aufbau
Der Name des Programms entstand als Akronym von EuRopean Community Action Scheme for the Mobility of University Students. Gegründet wurde es aufgrund der Initiative der italienischen Erziehungswissenschaftlerin Sofia Corradi durch den Beschluss 87/327/EWG des Rats der Europäischen Union am 15. Juni 1987.
An dem Programm nehmen alle 27 Mitgliedsstaaten der EU sowie fünf weitere europäische Länder (Norwegen, Island, Liechtenstein, Schweiz, Türkei) teil, wobei die Schweiz 2014/15 wegen der Nichtunterzeichnung des Personenfreizügigkeitsabkommens mit dem EU-Neumitglied Kroatien in Folge der angenommenen Masseneinwanderungsinitiative vom Mitgliedsland auf den Status eines Partnerlandes zurückgestuft wurde. Überarbeitet wurde das Programm durch die Beschlüsse 89/663/EWG und 819/95/EG.
Es ist Teil des EU-Programms für Lebenslanges Lernen (Laufzeit 2007–2013, davor von 1994 bis 2006 als Sokrates-Programm bezeichnet), das neben Hochschulbildung auch Schul-, Berufs- und Erwachsenenbildung fördert. Im Studienjahr 2008/2009 nahmen europaweit 198.523 Studenten an dem Programm teil. Im Studienjahr 2009/2010 wurden bereits 213.000 Studierende gefördert, 7,5 % mehr als im Vorjahr.
Zentrale Bestandteile sind die Anerkennung von Studienleistungen im Ausland anhand des European Credit Transfer Systems (ECTS) und die finanzielle Unterstützung von Austauschstudenten. Es können Studienaufenthalte, Auslandspraktika im Rahmen des Studiums, Lehraufenthalte sowie Fortbildung von allgemeinem Hochschulpersonal gefördert werden. Das Erasmus-Programm steht allen Studenten offen, die an einer teilnehmenden Hochschule regulär studieren. Entsprechendes gilt für das Lehr- und Verwaltungspersonal. Voraussetzung ist allerdings, dass die entsendende und die aufnehmende Hochschule ein entsprechendes bilaterales Abkommen haben. Auch benötigen alle Hochschulen, die im Rahmen des Erasmus-Programms aktiv werden wollen, eine Erasmus University Charter (Erasmus-Hochschulcharta).
Im Unterprogramm Erasmus Mundus wurde u. a. die Entwicklung gemeinsamer Master- und Doktoratsprogramme durch mehrere Hochschulen gefördert.
Mit 2014 wurden diverse EU-Bildungs- und Jugendprogramme in das integrierte Programm Erasmus+ (gesprochen: Erasmus Plus) verschmolzen.

## Finanzierung
Das Gesamtbudget des Programms betrug jährlich etwa 450 Millionen Euro aus dem Haushalt der EU, der wiederum durch die Beiträge der Mitgliedsländer finanziert wird. Die Programmmittel werden anteilig nach den jeweiligen nationalen Studentenzahlen über die Nationalen Agenturen den teilnehmenden Hochschulen auf deren Anträge zur Verfügung gestellt. Für Deutschland war der DAAD, für Österreich die Österreichische Austauschdienst-Gesellschaft (OeAD-GmbH) und für die Schweiz die CH-Stiftung in Solothurn zuständig. Hochschulen und nationale Agenturen haben bei der Ausgestaltung der Finanzierung der Austausche und Maßnahmen einen geringen Gestaltungsspielraum. Für Deutschland betrug der normale Mobilitätszuschuss zuletzt etwa 200 Euro pro Person und Monat. Studenten mit geringeren Chancen (etwa mit Behinderung oder chronischer Erkrankung) konnten dabei erheblich mehr bewilligt bekommen. Dieser Betrag hing jedoch ab von der Anzahl der Erasmusstudierenden in jedem Jahr. Die Hochschulen informierten auf ihren Webseiten über die voraussichtliche Höhe und die Modalitäten (Raten) der Auszahlung.

## Sonstiges

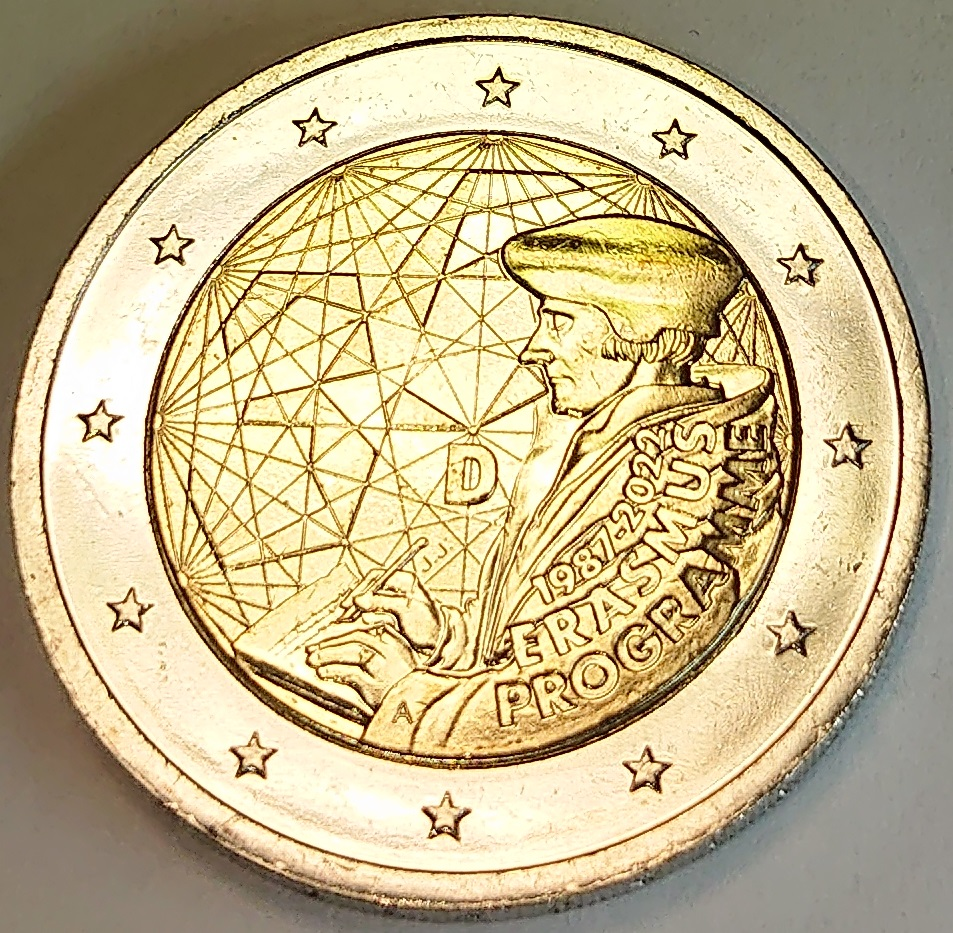
2-Euro-Gedenkmünze

Die Teilnehmer des Erasmus-Programms bzw. des Nachfolgeprogramms Erasmus+ gehen laut einer europaweiten Umfrage etwa doppelt so häufig Lebensbeziehungen mit ausländischen Partnern ein (27 %) wie Studenten ohne Auslandsaufenthalte (13 %), Die Arbeitslosenquote bei Erasmus-Studierenden ist fünf Jahre nach dem Abschluss um 23 Prozent niedriger.
Die beliebtesten Zielländer für deutsche Studierende waren 2012 bis 2014 Spanien, Frankreich, Schweden, die Türkei und das Vereinigte Königreich.
Im Jahr 2022 wurde zum 35. Jubiläum eine 2-Euro-Gedenkmünze als Gemeinschaftsausgabe herausgegeben.